# Памятник букве «О»
Памятник букве «О» — памятник, установленный в 2012 году в Вологде и призванный увековечить одно из наиболее характерных явлений северных русских говоров, в том числе вологодских, — оканье.
Выполнен из металла и украшен традиционными северными узорами. Высота около трёх метров с учётом постамента. Вес около 300 килограммов.
Располагается в самом центре Вологды, в сквере на Соборной горке у Кремлёвской площади, напротив дома писателя Варлама Шаламова.
Инициаторами установки памятника стали студенты Вологодского института бизнеса. Идея была предложена на деловом завтраке главы города Евгения Шулепова с предпринимателями в феврале 2012 года. Дизайн памятника предложили разработать учащимся вологодской художественной школы, было подготовлено около 30 эскизов. Победу одержал проект архитектора Дениса Позднякова. Над созданием памятника трудились шесть кузнецов на протяжении двух недель. Памятник установлен на выбранном месте вечером 29 июня. Торжественное открытие состоялось 30 июня в День города в честь 865-летнего юбилея Вологды. Одним из первых у памятника букве «О» сфотографировался глава города Евгений Шулепов.
У памятника, как в рамке, могут фотографироваться женихи и невесты. Уже в июле 2012 года на памятнике появились два красных замочка с именами молодожёнов.